# 공효석
공효석(孔孝錫, 1986년 1월 1일~)은 대한민국의 자전거 경기 선수이다.

## 경력
1986년 경기도 가평군에서 태어났다. 가평종합고등학교를 졸업한 후 한국체육대학교로 진학했다. 대학교 졸업을 앞둔 2007년에는 서울시청 팀에 입단하였다. 같은 해에 국가대표로 발탁되었으며 같은 해 8월에는 남아프리카 공화국 케이프타운에서 열린 세계 B 사이클 선수권 대회에 참가하여 개인도로 59위를 기록했다.
2016년 투르 드 코리아에서 종합 3위를 차지했다.
2016년 한국 선수권 대회에서 우승을 차지했다.
2017년 국내 대회는 의정부시청 소속으로 해외 대회는 말레이시아의 TSG 트렝가누 팀 소속으로 활동했다.
2018년 투르 드 코리아 전체 25위를 차지했다. 이후 2018 시즌을 끝으로 의정부시청에서 lx한국국토정보공사로 이적했다.
2019 뚜르드 코리아 GC 19위를 차지했다. 같은 해에 양양에서 열린 KBS배 전국 도로 사이클 대회에서 2위를 차지했다.

## 개인사
2011년에 펜싱 선수인 남현희와 결혼하였으며 2013년에 딸인 공하이가 태어났다. 이후 2023년에 부인과 합의이혼을 했다. 공하이는 엄마와 같은 펜싱을 하며 각종 대회에서 상을 타고있다. 

## 학력
- 한국체육대학교 학사
- 수원대학교 대학원 스포츠경영심화전공 재학